# Жакобина
Жакобина (порт. Jacobina) — муниципалитет в Бразилии, входит в штат Баия. Составная часть мезорегиона Северо-центральная часть штата Баия. Входит в экономико-статистический микрорегион Жакобина. Население составляет 76 473 человека на 2006 год. Занимает площадь 2319,825 км². Плотность населения — 33,0 чел./км².
Праздник города — 28 июля.

## История
Город основан в 1880 году.

## Статистика
- Валовой внутренний продукт на 2003 год составляет 179 163 314,00 реалов (данные: Бразильский институт географии и статистики).
- Валовой внутренний продукт на душу населения на 2003 год составляет 2342,56 реала (данные: Бразильский институт географии и статистики).
- Индекс развития человеческого потенциала на 2000 год составляет 0,652 (данные: Программа развития ООН).

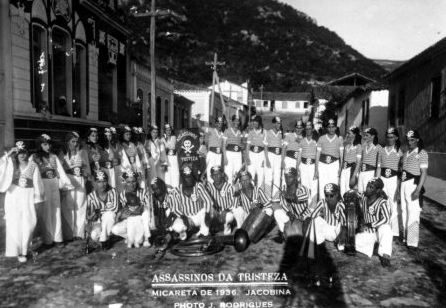